# На север, към Аляска
„На север, към Аляска“ (на английски: North to Alaska) е уестърн на режисьора Хенри Хатауей, който излиза на екран през 1960 година.

## Сюжет
Сам и Джордж намират златно находище в Аляска. Сам заминава за Сиатъл да закупи земекопна техника а Джордж го натоварва и със задачата, да доведе годеницата му в Аляска. Сам разбира, че тя вече е омъжена и се връща с Ейнджъл, вместо нея, за да преодолее Джордж по-лесно мъката. Ейнджъл е момиче с минало и ловкият мошеник Франки иска да си я върне, но това няма как да стане, докато Сам и Джордж са собственици на златна мина, и представляват интерес като партия. Започват машинации и номера, целящи домогването до златото и красивата французойка.

## В ролите
| Актьор           | Роля                 |
| ---------------- | -------------------- |
| Джон Уейн        | Сам Маккорд          |
| Стюарт Грейнджър | Джордж Прат          |
| Капуцин          | Мишел Боне (Ейнджъл) |
| Фабиан Форте     | Били Прат            |
| Ърни Ковач       | Франки Кенън         |
| Мики Шонъси      | Питър Богс           |
| Карл Свенсън     | Ларс Нордквист       |
| Катлийн Фримън   | Лена Нордквист       |